# Hamed Pirouzpanah
Hamed "K-One" Pirouzpanah, född 24 juli 1979 i Iran, är en svensk låtskrivare och musikproducent med iransk bakgrund. 

## Melodifestivalen
Tillsammans med Fredrik Kempe och David Kreuger skrev han tre bidrag till Melodifestivalen 2014; Undo med Sanna Nielsen, Yes We Can med Oscar Zia samt Blame It on the Disco med Alcazar. Samtliga tre bidrag tog sig till final och den förstnämnda vann hela tävlingen och representerade Sverige vid Eurovision Song Contest i Köpenhamn, Danmark. Han skrev det vinnande bidraget i Melodifestivalen 2017 som framfördes av Robin Bengtsson, som sedan tävlade i Eurovision Song Contest 2017 i Kiev.